# Ширяев, Андрей Михайлович
Андрей Михайлович Ширяев (26 апреля 1957, Москва — 15 июня 2015, там же) — советский и российский футболист, выступавший на позиции вратаря, российский футбольный тренер. Сыграл два матча в высшей лиге СССР. Мастер спорта СССР (1984).

## Биография
Воспитанник московской команды «Метрострой» и Футбольной школы молодёжи. В 18-летнем возрасте был приглашён в состав московского «Динамо», в котором сыграл один матч за дубль. Также числился в составе московского «Торпедо». В соревнованиях команд мастеров дебютировал в 1976 году, выступая за рязанский «Спартак» во второй лиге.
В 1978 году перешёл в воронежский «Факел». В первых сезонах был основным вратарём команды, но в ходе сезона 1984 года был вытеснен из состава Владимиром Меровщиковым. В том же 1984 году со своей командой стал победителем турнира первой лиги и полуфиналистом Кубка СССР. В 1985 году в высшей лиге сыграл два матча, дебютировал на высшем уровне 28 апреля 1985 года в матче против «Кайрата». По окончании сезона-1985 покинул команду. Всего в составе воронежского клуба сыграл 202 матча в первенствах страны.
В 1986 году перешёл в московский «Локомотив». На следующий год помог команде занять второе место в первой лиге и завоевать право на выход в высшую, пропустив меньше всех в лиге — 21 гол в 37 матчах. Был капитаном команды. Однако в высшей лиге Ширяев уступил место в воротах железнодорожников Станиславу Черчесову и ни разу не вышел на поле.
В конце карьеры выступал за саратовский «Сокол» и команду из Московского, носившую названия «Московский», «Интеррос» и «Техинвест-М». Завершил игровую карьеру в возрасте 37 лет.
После окончания карьеры работал тренером вратарей в армянской «Мике», московских клубах «Ника», «Спартак», а в последние годы жизни — с юношескими и молодёжными командами ЦСКА.
Скоропостижно скончался 15 июня 2015 года в Москве на 59-м году жизни.